# Christensonella echinophyta
Christensonella echinophyta es una especie de orquídea epifita  originaria de  	 Brasil.

## Descripción
Es una orquídea de pequeño tamaño, con hábitos epifita  con un ascendente rizoma con diminutos pseudobulbos , erguido, que se forma hojas lineales oblongas con una ranura apical. Florece en la primavera en una inflorescencia lineal o basal, de 2,5 a 3 cm  de largo con 3 vainas secas que tiene las flores individuales apareciendo en medio de las hojas.

## Distribución y hábitat
Se encuentra en  Brasil, en los bosques montanos frescos y sombríos en elevaciones moderadas.

## Taxonomía
Christensonella echinophyta fue descrita por (Barb.Rodr.) Szlach., Mytnik, Górniak & Smiszek  y publicado en Polish Botanical Journal 51(1): 58. 2006.
Sinonimia
- Maxillaria echinophyta Barb.Rodr.	[1][3][4]